# Eupterote calandra
Eupterote calandra är en fjärilsart som beskrevs av Swinhoe 1894. Eupterote calandra ingår i släktet Eupterote och familjen Eupterotidae. Inga underarter finns listade i Catalogue of Life.